# New York Jets 2000
La stagione 2000 dei New York Jets è stata la 31ª della franchigia nella National Football League, la 41ª complessiva. Fu la prima stagione sotto la proprietà di Woody Johnson, che la acquistò nel gennaio 2000 dopo la morte di Leon Hess.
Sotto la direzione del nuovo capo-allenatore Al Groh, che sostituì il ritirato Bill Parcells dopo l'imprevista rinuncia di Bill Belichick al ruolo, la squadra vinse una gara in più dell'anno precedente, terminando con un record di 9-7, non sufficiente tuttavia a qualificarsi per i playoff.

## Scelte nel Draft 2000

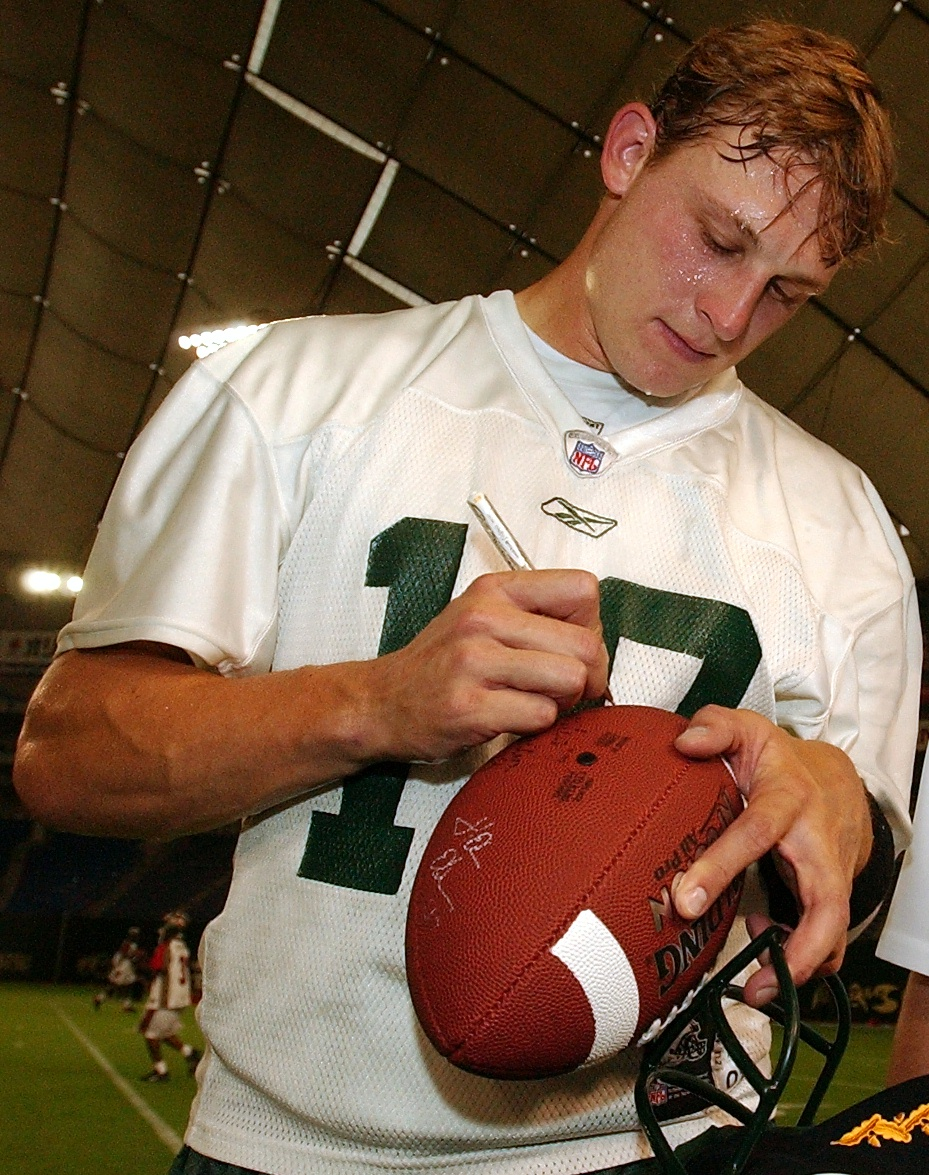
Chad Pennington fu uno dei quattro giocatori scelti nel primo giro dai Jets nel Draft 2000

| Scelte dei Jets nel Draft 2000 | Scelte dei Jets nel Draft 2000 | Scelte dei Jets nel Draft 2000 | Scelte dei Jets nel Draft 2000 | Scelte dei Jets nel Draft 2000 |
| Giro                           | Scelta                         | Giocatore                      | Ruolo                          | College                        |
| ------------------------------ | ------------------------------ | ------------------------------ | ------------------------------ | ------------------------------ |
| 1                              | 12                             | Shaun Ellis                    | Defensive End                  | Tennessee                      |
| 1                              | 13                             | John Abraham                   | Linebacker                     | South Carolina                 |
| 1                              | 18                             | Chad Pennington                | Quarterback                    | Marshall                       |
| 1                              | 27                             | Anthony Becht                  | Tight End                      | West Virginia                  |
| 3                              | 78                             | Laveranues Coles               | Wide Receiver                  | Florida State                  |
| 5                              | 143                            | Windrell Hayes                 | Wide Receiver                  | USC                            |
| 6                              | 179                            | Tony Scott                     | Defensive Back                 | North Carolina State           |
| 7                              | 218                            | Richard Seals                  | Guard                          | Utah                           |

## Calendario
| Stagione regolare | Stagione regolare       | Stagione regolare  | Stagione regolare           |                    |
| Turno             | Avversario              | Risultato          | Stadio                      |                    |
| ----------------- | ----------------------- | ------------------ | --------------------------- | ------------------ |
| 1                 | at Green Bay Packers    | V 20–16            | Lambeau Field               |                    |
| 2                 | New England Patriots    | V 20–19            | Giants Stadium              |                    |
| 3                 | Buffalo Bills           | V 27–14            | Giants Stadium              |                    |
| 4                 | at Tampa Bay Buccaneers | V 21–17            | Raymond James Stadium       |                    |
| 5                 | Settimana di pausa      | Settimana di pausa | Settimana di pausa          | Settimana di pausa |
| 6                 | Pittsburgh Steelers     | S 20–3             | Giants Stadium              |                    |
| 7                 | at New England Patriots | V 34–17            | Foxboro Stadium             |                    |
| 8                 | Miami Dolphins          | V 40–37 (DTS)      | The Meadowlands             |                    |
| 9                 | at Buffalo Bills        | S 23–20            | Ralph Wilson Stadium        |                    |
| 10                | Denver Broncos          | S 30–23            | Giants Stadium              |                    |
| 11                | at Indianapolis Colts   | S 23–15            | RCA Dome                    |                    |
| 12                | at Miami Dolphins       | V 20–3             | Pro Player Stadium          |                    |
| 13                | Chicago Bears           | V 17–10            | Giants Stadium              |                    |
| 14                | Indianapolis Colts      | V 27–17            | Giants Stadium              |                    |
| 15                | at Oakland Raiders      | S 31–7             | Network Associates Coliseum |                    |
| 16                | Detroit Lions           | S 10–7             | Giants Stadium              |                    |
| 17                | at Baltimore Ravens     | S 34–20            | PSINet Stadium              |                    |

## Classiche
| AFC East               | AFC East | AFC East | AFC East | AFC East | AFC East | AFC East | AFC East |
|                        | V        | L        | P        | PCT      | PF       | PS       | STR      |
| ---------------------- | -------- | -------- | -------- | -------- | -------- | -------- | -------- |
| (3) Miami Dolphins     | 11       | 5        | 0        | .688     | 323      | 226      | V1       |
| (6) Indianapolis Colts | 10       | 6        | 0        | .625     | 429      | 326      | V3       |
| New York Jets          | 9        | 7        | 0        | .563     | 321      | 321      | S3       |
| Buffalo Bills          | 8        | 8        | 0        | .500     | 315      | 350      | V1       |
| New England Patriots   | 5        | 11       | 0        | .313     | 276      | 338      | S1       |